# Thornton Heath
Thornton Heath är en ort i Storbritannien. Den är belägen i grevskapet Greater London och riksdelen England, i den södra delen av landet, i huvudstaden London. Thornton Heath ligger 53 meter över havet och antalet invånare är 14 669.
Terrängen runt Thornton Heath är platt. Runt Thornton Heath är det mycket tätbefolkat, med 3 895 invånare per kvadratkilometer. Närmaste större samhälle är City of London, 12,7 km norr om Thornton Heath. Runt Thornton Heath är det i huvudsak tätbebyggt.
Kustklimat råder i trakten. Årsmedeltemperaturen i trakten är 9 °C. Den varmaste månaden är juli, då medeltemperaturen är 20 °C, och den kallaste är november, med 4 °C.